# Moana Pozzi
För andra betydelser, se Moana (olika betydelser).
Anna Moana Rosa Pozzi, född 27 april 1961 i Genua, död 15 september 1994 i Lyon, var en italiensk porrskådespelerska verksam under artistnamnet Moana. Tillsammans med den ungerska porrskådespelaren Ilona Staller grundade hon Partito dell'Amore ("Kärlekspartiet") och ställde upp som kandidat till italienska parlamentet och kommunfullmäktige i Rom.

## Biografi

### Uppväxt och familj
Pozzi föddes och växte upp i Genua i en välbärgad familj med kulturella intressen. Hennes föräldrar valde Moanas förnamn från en plats på Hawaii, med betydelsen "där havet är som djupast" alternativt "öppet hav". Fadern Alberto hade arbete som kärnkraftsingenjör, vilket innebar en hel del resande, medan modern Rosanna var hemmafru. I syskonskan fanns även systern Maria Tamiko, som senare själv kom att verka inom porrbranschen under namnet "Baby Pozzi".
I hennes tidiga tonår bodde familjen Pozzi tidvis i Kanada och Brasilien. 1974 flyttade familjen tillbaka till Italien, där Pozzi slutförde grundskolan. 1980 bytte familjen återigen bostadsort – denna gång till franska Lyon, men Pozzi, som var 19 år, stannade kvar i Italien; Dessförinnan hade hade hon som 18-åring fött sitt enda barn, sonen Simone, som kom att uppfostras av Pozzis föräldrar som hennes bror. 2006 avslöjade Simone Pozzi detta faktum för allmänheten.

### Film- och modellkarriär
Moana Pozzi inledde sin yrkeskarriär 1980/1981, direkt efter gymnasiet. Hon arbetade som modell och studerade samtidigt skådespeleri. Hon fick mindre roller i olika filmer och i Federico Fellinis film Ginger and Fred iklädde hon sig rollen som en kurvig modell. Hon syntes även i TV, både i reklam och som programledare i barn-TV, enligt rykten bland annat via påverkan från hennes förmodade älskare Bettino Craxi. Hon lyckades dock aldrig nå mycket längre i den allmänna filmbranschen och övergick så småningom till pornografisk film. I en första pornografiska produktionen, Valentina, ragazza in calore, listades under artistnamnet Linda Hever[e]t. Den spelades dock in redan 1981 samtidigt som hon uppträdde som programledare för barnprogram i TV, något som vållade en mindre politisk skandal och ledde till att hennes programledaruppdrag avslutades.
1986 blev Pozzi bekant med Riccardo Schicchi, manager på agenturen Diva Futura och artistagent bland annat för Ilona Staller. Detta ledde till en förhöjd profil på hennes pornografiska produktioner, och Fantastica Moana (1987) blev den första filmen där hon syntes under sitt civila namn. I filmen, som har regi av Schicchi, medverkar bland annat en ung Rocco Siffredi. Sammanlagt deltog Pozzi i inspelningen av drygt 100 pornografiska filmproduktioner, främst i Italien men i USA bland annat i filmer med Gerard Damiano som regissör. Hon betraktades mot slutet av sin tio år långa karriär inom porrbranschen som Italiens största porrstjärna.
I början av 1990-talet syntes Pozzi på catwalken vid flera större modellvisningar i Italien. 1993 modellade hon för Chiara Boni, inför det årets höst- och vinterkollektion. Våren 1994 syntes hon hos Fendi.

### Politiskt engagemang
1991 grundade Pozzi och hennes kollega Cicciolina det politiska partiet Partito dell'Amore, som Pozzi representerade inför det italienska parlamentsvalet 1992 och i Roms kommunalval ett år senare. Hon fick dock aldrig någon plats i parlament eller kommunalfullmäktige, till skillnad från Staller som åren 1987–1992 var ledamot för det libertarianska Partito Radicale i Italiens deputeradekammare. Partito dell'Amore var ett tydligt frihetligt parti, åtminstone på det sexualpolitiska området. Man propagerade för att legalisera bordeller, en förbättrad sexualundervisning i Italiens skolor och skapandet av så kallade kärleksparker. Pozzi var också verksam i det etiska försvaret av sin egen verksamhet som porrskådespelare. 1993 och 1994 bidrog hon med manus till den animerade filmen Moanaland, producerad av Mario Verger.

### Sista tid, död och efterspel
Under 1994 insjuknade Pozzi, drabbades av återkommande illamående och gick ned u vikt. Hon tog tillsammans med maken Antonio Di Ciesco ledigt från filmproduktionerna och reste till Indien och därefter till Frankrike. I Frankrike lades hon in på sjukhus i Lyon, där hon avled på hösten, officiellt av levercancer. I Italien florerade dock en stor mängd rykten, bland annat att hon skulle ha iscensatt sin egen död för att kunna fortsätta sitt liv vid sidan av porrbranschen eller att hennes make skulle ha mördat henne. 2007 trodde den italienska polisen att maken hade gett henne aktiv dödshjälp, sedan hon klagat på sin ovärdiga situation med en mängd slangar kopplade till sig. Enligt Pozzis familj skulle hon efter sin bortgång ha kremerats och begravts på kyrkogården i födelseorten Lerma. Detta bekräftades 2007 när hennes dödsattest visades upp i det italienska TV-programmet Chi l'ha visto.
2005 hade den italienska polisen lagt ner en undersökning kring påståenden om att Pozzi kunde ha försökt fly undan rampljuset där hon beskyllts för illegitima kopplingar till flera ledande italienska politiker. 1990-talet var en omvälvande period i italiensk politik, där stora korruptionsskandaler ledde till slutet för tidigare dominerande partier som kristdemokraterna och socialisterna. Beskyllningar om att hon varit älskare till den tidigare premiärministern Bettino Craxi, som våren 1994 flydde till Tunisien för att undvika åtal i Mani pulite-processen, har dock aldrig bekräftats. En återupptagen undersökning om hennes dödsfall 2011 ledde till kritik, bland annat från Pozzis familj. 2013 sände italiensk TV en dokumentär med titeln Misterio, där det påstods att Pozzi kan ha arbetat som agent för KGB och att hon kan ha mördats med polonium.

## Eftermäle och i kulturen
Pozzi, som sägs ha testamenterat hela sin förmögenhet – alternativt donerat stora summor – till cancerforskning, har även långt efter sin död varit ett känt namn som en tidigare viktig del av den italienska porrbranschen. Ett antal böcker har givits ut omkring hennes liv och verksamhet (se #Vidare läsning (böcker om Pozzi)), bland annat utifrån intervjuer med personer omkring henne. 1999 fungerade hon som inspiration för huvudrollen i Davide Ferrarios film Guardami, vilken det året visades på Venedigs filmfestival. 2009 sändes den två avsnitt långa dramadokumentären Moana på italiensk TV.
2016 presenterade Disney Animation sin icke-relaterade animerade långfilm Moana, vilket dock kom att få titeln Vaiana eller Oceania på olika utomamerikanska marknader. Moana var varumärkesskyddat i bland annat Spanien, men många har menat att orsaken till Disneys beslut var att slippa en sammankoppling med en porrskådespelare. Enligt uppgift syntes hon under sin levnad på omslaget på ett 50-tal större tidningar, och efter hennes död hedrade ärkebiskopen i Neapel henne med en homilia.

## Privatliv
Pozzi var gift med Antonio Di Ciesco. Som ett resultat av en tidigare relation föddes sonen Simone 1979; han blev dock uppfostrad av Pozzis föräldrar som hennes yngre bror.

## Verk

### Filmer (urval)[5]
- 1981 – Valentina ragazza in calore (regi: Raniero Di Giovanbattista / Jonas Rainer)), FM Video
- 1981 – Gioco di seduzione (på svenska som Dagen då blondinen storknade, regi: Roberto Bianchi Montero, med medverkan av Marina Hedman[27]), DIEF Cinematografica
- 1982 – Delitto carnale (regi: Cesare Canevari), AFC Cinematografica
- 1987 – Fantastica Moana (regi: Riccardo Schicchi, med medverkan av Rocco Siffredi[14]), BL Comm
- 1991 – Malibu Spice (regi: Alex DeRenzy), VCA